# Grã-Bretanha nos Jogos Olímpicos de Verão de 1968
O Reino Unido competiu como Grã-Bretanha e Irlanda do Norte nos Jogos Olímpicos de Verão de 1968 na Cidade do México (México).